# Calycina
Calycina é uma superordem de equinoderme da subclasse Euechinoidea que inclui maioritariamente espécies há muito extintas de ouriços-do-mar.

## Características
Os membros desta superordem são ouriços-do-mar com morfologia corporal regular, globosos e com simetria radial, com a boca situada no centro da face inferior do corpo (face oral) e o ânus no topo da face oposta (face aboral) da testa (esqueleto).
O seu esqueleto é formado por carbonato de cálcio, rígido e coberto por espinhos (os radíolos) duros. Uma das características distintivas deste taxon é a presença de uma ou múltiplas grandes placas periproctais por debaixo do disco apical, nas quais se inserem os gonoporos.
O registo fóssil desta superordem é conhecido desde o início do Jurássico (Hettangiano), mas é na actualidade essencialmente fóssil, sendo a família Saleniidae a única  extante.

## Taxonomia
A superordem Calycina inclui as seguintes ordens e famílias:
- Ordem fóssil Phymosomatoida †
  - Família fóssil Diplopodiidae Smith & Wright, 1993 †
  - Família fóssil Emiratiidae Ali, 1990 †
  - Família fóssil Heterodiadematidae Smith & Wright, 1993 †
  - Família fóssil Phymosomatidae Pomel, 1883 †
  - Família fóssil Polydiaematidae Hess, 1972 †
- Ordem Salenioida
  - Família Saleniidae L. Agassiz, 1838
  - Família fóssil Acrosaleniidae Gregory, 1900 †
  - Família fóssil Goniophoridae Smith & Wright, 1990 †
  - Família fóssil Hyposaleniidae Mortensen, 1934 †
  - Família fóssil Pseudosaleniidae Vadet, 1999b †